# Valea Trandafirilor (Bulgaria)

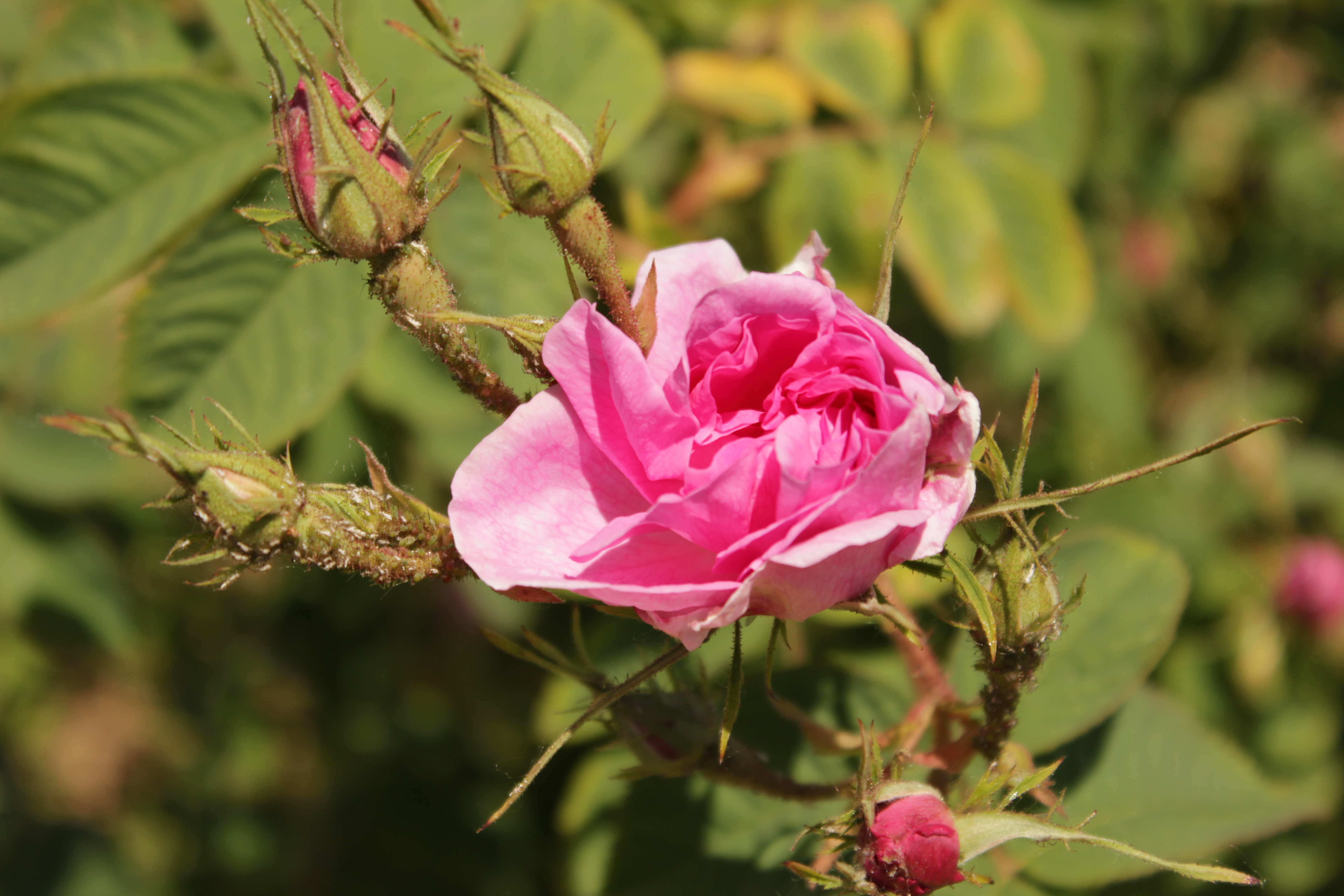
Trandafir din Valea Trandafirilor

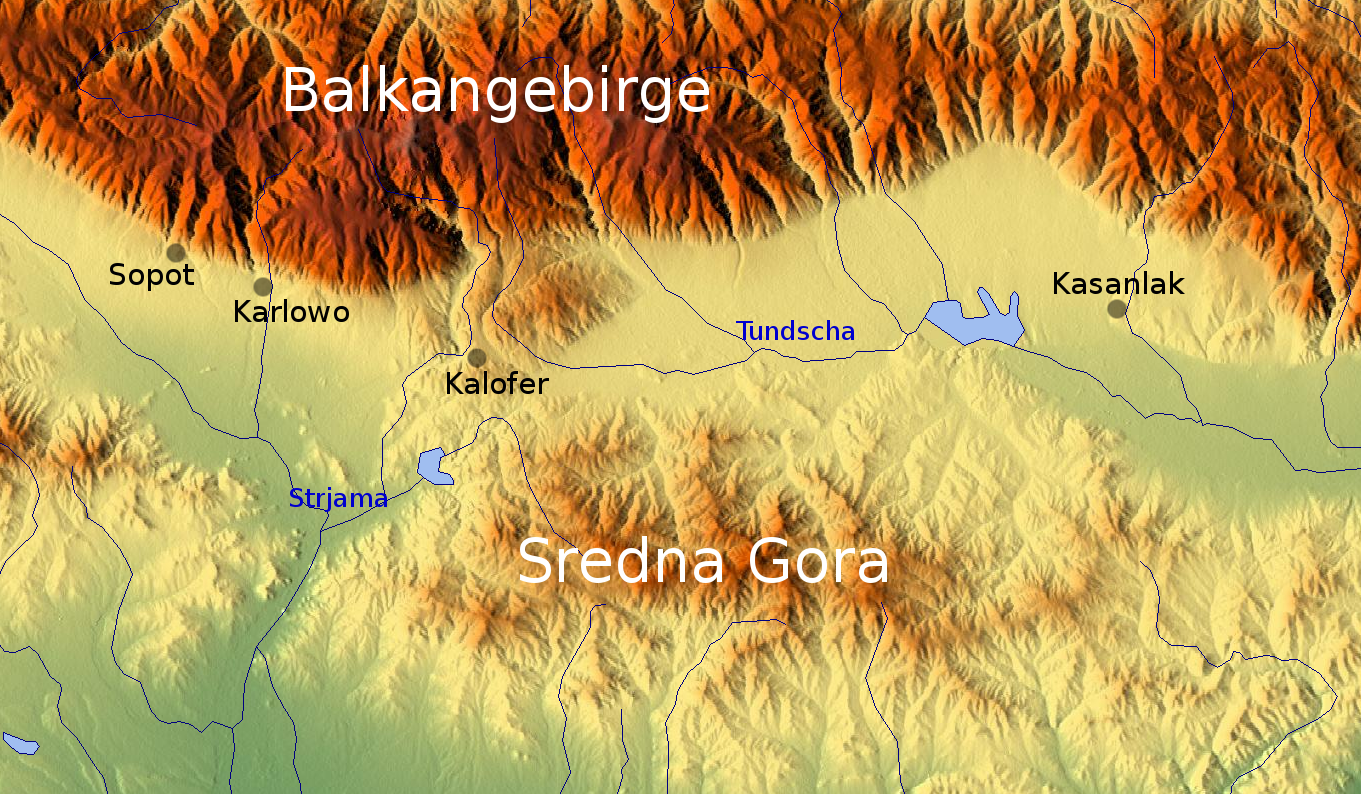
Harta Văii Trandafirilor

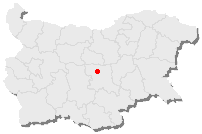
Kazanlâc: situarea în centrul Bulgariei

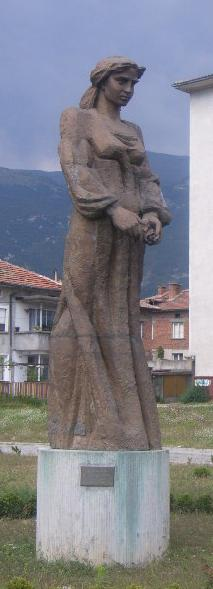
Monument la Karlovo: fată cu trandafir

Valea Trandafirilor, situată în centrul Bulgariei, între munții Balcani și munții Sredna Gora, este celebră pentru vastele sale câmpuri în care sunt cultivați, în aer liber, trandafiri cu flori albe, roșii și roz (înflorirea din mai până în iunie).
Mai ales Rosa damascena (Trandafirul din Damasc) este cultivat, îndeosebi varietatea Trigintipetala, cunoscută sub denumirea de trandafirul din Kazanlâk, cu un miros foarte persistent, care a fost importat din Turcia și din sudul Asiatic, pentru producerea de esență de trandafiri. La sfârșitul lui iunie, după recoltarea trandafirilor, au loc numeroase sărbători, animații folclorice și festivale care se succed în sate, având ca temă centrală floarea de trandafir.
Valea Trandafirilor constă într-o serie de bazine cuprinse între două lanțuri muntoase și este udată de râul Tundja. În sud, lanțul Rodopilor, vast masiv neregulat, formează o barieră geografică și climatică cu Grecia. În extremitatea occidentală, Munții Pirin culminează la 2.917 m (vârful Vihren), iar masivul Rila culminează cu vârful Musala (2.926 m), cel mai înalt vârf din Balcani.
Această vale este celebră și prin contribuția la istoria Bulgariei: este valea revoluționarilor (Vassil Levski, Ivan Vazov și Hristo Botev s-au născut aici). 
Orașele principale ale acestei văi sunt Kazanlâk / Kazanlăk (în alfabet chirilic bulgar Казанлък) și Karlovo. 
Valea este presărată cu tumuli, morminte ale tracilor.